# Revolta de Torres Novas
Revolta de Torres Novas é a designação pela qual ficou conhecida a sublevação político-militar iniciada em Torres Novas no dia 4 de Fevereiro de 1844, visando o derrube do governo presidido por Costa Cabral e o fim daquilo que ficou conhecido pelo cabralismo.